# Курмангалиев, Рамазан Курмангалиевич
Рамазан Курмангалиев (каз. Рамазан Құрманғалиев; 1894—1937) — казахский советский политический, государственный и военный деятель.

## Биография
Родился в семье бедного казаха в с. Бесинский на территории нынешнего Бокейординского района Западно-Казахстанской области Казахстана.
В 1918 году добровольцем вступил в ряды Красной Армии. Участник Гражданской войны в России.
В 1920 году окончил курсы красных командиров в Оренбурге. После назначения командиром первого казахского конного полка, участвовал в борьбе против махновских банд Аненкова и атаманши Маруси. В 1921 году под Воронежем и Тамбовом Р. Курмангалиев сражался против белогвардейцев в составе 11 кавалерийской дивизии. С 1921 по 1923 год служил командиром взвода в 16-м полку 8-й отдельной Туркестанской конной бригады, сражался против басмачей в Андижанской и Ферганской областях. В 1923-25 годах работал судьей в губернском суде Бокеевской орды.
В 1925—1927 годах — заместитель начальника Уральского территориального управления, служил начальником Жетысу-Сырдарьинского территориального управления.
В 1930 году окончил военно-политическую академию имени Толмачева в Ленинграде. С 1930 по 1932 год был начальником политического управления Казахского военного краевого политического комитета.
В 1932—1933 годах — народный комиссар социальной безопасности Казахской АССР, с 1933 по 1934 год — первый секретарь районных комитетов партии в Южно-Казахстанской и Кзыл-Ординской областях.
В 1934—1937 годах работал ответственным работником в Верховном суде Казахской ССР, в Восточно-Казахстанском областном суде и на других ответственных должностях.
Репрессирован. В 1937 году был арестован, 10 декабря 1937 г. осуждён тройкой при УНКВД по Алма-Атинской области и расстрелян.
Реабилитирован посмертно в 1956 году.

## Награды
- Орден Красной Звезды (Бухарская НСР)[2][3]